# 1657 Roemera
1657 Roemera је астероид главног астероидног појаса са средњом удаљеношћу од Сунца која износи 2,349 астрономских јединица (АЈ).
Апсолутна магнитуда астероида је 12,84.